# Łukasz Porycki
Łukasz Porycki (ur. 21 czerwca 1982 w Mrągowie) – polski samorządowiec i urzędnik, w latach 2018–2024 wicemarszałek województwa lubuskiego.

## Życiorys
Syn Zdzisława i Magdaleny. Absolwent stosunków międzynarodowych na Uniwersytecie Warmińsko-Mazurskim w Olsztynie, a także podyplomowych studiów menedżerskich na Wydziale Zarządzania Uniwersytetu Warszawskiego. Zdał egzamin dla członków rad nadzorczych w spółkach Skarbu Państwa.
Pracował w Urzędzie Marszałkowskim Województwa Lubuskiego, przystąpił do Polskiego Stronnictwa Ludowego. W 2007 został członkiem gabinetu politycznego Ministra Pracy i Polityki Społecznej Jolanty Fedak, której był bliskim współpracownikiem. W latach 2010–2012 sprawował funkcję zastępcy dyrektora Biura Ministra Pracy i Polityki Społecznej, następnie w latach 2012–2013 – dyrektora Biura Ochrony i Informacji Niejawnych w Ministerstwie Gospodarki, a w latach 2013–2014 – dyrektora biura Ministra Rolnictwa i Rozwoju Wsi. Został członkiem rad nadzorczych, m.in. Zielonogórskich Wodociągów i Kanalizacji. Od 2017 kierował Departamentem Infrastruktury Społecznej Urzędu Marszałkowskiego Województwa Lubuskiego. W 2018 bezskutecznie kandydował do rady miejskiej Zielonej Góry z ramienia KWW Janusza Kubickiego Bezpartyjni. 22 listopada 2018 wybrany na stanowisko wicemarszałka województwa lubuskiego, którym był do 20 maja 2024. Z listy Trzeciej Drogi był kandydatem do Sejmu w 2023 i do Parlamentu Europejskiego w 2024.